# Салменхаара, Эркки
Эркки Олави Салменхаара (фин. Erkki Salmenhaara; 12 марта 1941, Хельсинки — 19 марта 2002, Хельсинки) — финский музыковед

, композитор, музыкальный педагог, прозаик и критик. Лауреат премии «Tieto-Finlandia» (1997).

## Биография
До 1963 года обучался в Академии им. Сибелиуса. Ученик Йонаса Кокконена, затем под руководством Дьёрдя Лигети в Венской консерватории. Совершенствовал мастерство в музыковедении, эстетике и теоретической философии в Хельсинкском университете. В 1970 году стал доктором музыковедения, защитив диссертацию о творчестве композитора Лигети.
В 1966—1975 гг. — преподаватель, в 1975—2002 гг. — доцент музыковедения в Хельсинкском университете.
Один из ведущих писателей по классической музыке в Финляндии.
С 1963 по 1973 год Э. Салменхаара работал музыкальным критиком крупнейшей финской газеты Helsingin Sanomat. С 1969 года — вице-президент Финского общества музыковедения, с 1974 по 1976 год председатель Союза композиторов Финляндии, с 1974 по 1978 год — президент Ассоциации финских симфонических оркестров.

## Творчество
Эркки Салменхаара является одним из самых заметных музыковедов и композиторов второй половины XX века в Финляндии. За свою более чем тридцатилетнюю карьеру профессора музыковедения он успел подробно изучить как историю, так и теорию музыки. Больше всего он запомнился как составитель биографий Яна Сибелиуса и Лееви Мадетойя.
Э. Салменхаара был также разносторонним композитором: в его репертуар входили хоровая, фортепианная, камерная и электронная музыка, а также опера и симфонии. Ему принадлежит пять симфоний, симфоническая поэма, четыре элегии для камерных оркестров, произведения камерной музыки, пьесы для фортепиано, кантаты, хоровые произведения, песни и пьесы для электронных инструментов. Салменхаара — автор так называемой «техники звукокрасочных полей» (сонорной композиции).

## Избранные музыкальные сочинения
- Семнадцать маленьких пьес для фортепиано, 1957—1960
- Suoni successivi для фортепиано в 4 руки, 1962
- 1. Sinfonie, симфония, 1962
- 2. Sinfonie, симфония, 1963
- 3. Sinfonie, 1963—1964
- Le Bateau ivre, поэма для оркестра, на стихи А. Рембо, 1965—1966
- Suomi, 1966
- La fille en mini-jupe для оркестра, 1967
- Requiem profanum, 1968-69
- Portugalin nainen (Португальская женщина), опера, основанная на произведении Р. Музиля, 1970—1972
- 4. Sinfonie — Nel mezzo del cammin di nostra vita, симфония, 1972
- Hornkonzert, 1973
- Missa profana, 1977
- Introduktion und Choral, органный концерт, 1978
- Концерт для двух скрипок и оркестра, 1980
- Соната для фортепиано, 1981
- Концерт для виолончели, 1983—1987
- Lintukoto, 5 симфония, 1989

## Избранная проза и публикации
- Sointuanalyysi, 1968.
- Das musikalische Material und seine Behandlung in den Werken Apparitions, Atmosphères, Aventures und Requiem von György Ligeti, 1970.
- Tapiola: Sinfoninen runo Tapiola Sibeliuksen myöhäistyylin edustajana, 1970.
- Soinnutus: Harmoninen ajattelu tonaalisessa musiikissa, 1970.
- Tutkielmia Brahmsin sinfonioista, 1979.
- Jean Sibelius, 1984.
- Leevi Madetoja, 1987.
- Löytöretkiä musiikkiin: Valittuja kirjoituksia 1960—1990, 1991.
- Suomen musiikin historia 1—3, 1995—1996.